# Tertuliana Sowzer
Tertuliana Sowzer de Jesus (Tibussé), Ialorixá do Candomblé era irmã de Mãe Caetana Sowzer (Lajuomim), e ambas eram filhas de Felisberto Sowzer (Oguntósi), que era filho de Julia Martins de Andrade (Xangô Bii), filha de Rodolfo Martins de Andrade (Bamboxê Obiticô).